# كأس لوكسمبورغ 1921–22
كأس لوكسمبورغ 1921–22 هو الموسم 1 من كأس لوكسمبورغ. أقيم بتاريخ 4 سبتمبر 1921، وأشرف على تنظيمه اتحاد لوكسمبورغ لكرة القدم، وفاز فيه Racing Club Luxembourg ‏.